# 喬·皮戈特
喬·皮戈特（英語：Joe Pigott；1993年11月24日—）是一位英格蘭足球運動員。在場上的位置是前鋒。他現在效力於英甲球隊莱顿东方，但被外借至紹森德足球俱樂部。

## 外部連結
- 足球数据库：喬·皮戈特的球员统计数据